# Barrieroptie
Een barrieroptie (minder frequent barrièreoptie) is een financiële optie waarvan de waardeontwikkeling afhankelijk is van het al dan niet bereiken van een vooraf bepaald niveau – de "barrier' – van de onderliggende waarde. Indien dit niveau geraakt wordt, kan de optie actief worden (z.g. "knock-in option") of kan de optie juist vervallen (z.g. "knock-out option").
Het voordeel van barrieropties ten opzichte van standaardopties is dat door de voorwaarden de prijs van de optie lager is dan bij normale opties. De barrieropties behoren tot de elementaire bouwstenen van exotische opties. Andere exotische opties zijn vaak samengesteld uit verschillende barrieropties. Ook de bekende clickfondsen zijn op deze manier geconstrueerd.

## Belangrijkste soorten
De barrieropties zijn vergelijkbaar met normale opties, behalve dat de waardeontwikkeling afhankelijk is van het bereiken van een bepaald niveau. Indien een bepaald niveau (de trigger) geraakt wordt, vervalt de optie of wordt de optie juist geactiveerd.
Knock-inoptiesDe optie wordt pas geactiveerd als een bepaald niveau geraakt wordt. Tot die tijd is de optie waardeloos. Voorbeeld: De ING 34 call knock in 26. De optie wordt pas actief als de aandeelkoers zakt tot de 26 euro en gaat uiteindelijk intrinsieke waarde opleveren als ze boven de 34 euro expireert.
Knock-outoptiesDe optie is reeds geactiveerd en fungeert als een normale optie. De optie komt echter te vervallen indien het knock-outniveau geraakt wordt. Voorbeeld: De ING 34 call knock out 38. De optie wordt naarmate het aandeel stijgt boven de 34 euro steeds meer waard, tot eventueel de 38 euro aangeraakt wordt en de optie definitief komt te vervallen.

## Varianten
Normale barrieropties zijn afhankelijk van het bereiken van bepaalde koersniveaus tijdens de looptijd van de optie. Er zijn ook twee belangrijke varianten hiervan:
- Discrete barrieroptie: Op vooraf bepaalde tijdstippen wordt gekeken of koersniveaus bereikt zijn, buiten deze perioden maakt het niet uit.
- Parijse barrieroptie: Het bereiken van de barrier is niet genoeg, de onderliggende waarde moet ook een vastgestelde periode aan deze verkeerde kant van de barrier blijven.